# Videm
Videm est une commune située dans la région de Basse-Styrie dans le nord-est de la Slovénie.

## Géographie

### Villages
Barislovci, Belavšek, Berinjak, Dolena, Dravci, Dravinjski Vrh, Gradišče, Jurovci, Lancova vas pri Ptuju, Lancova vas, Ljubstava, Majski Vrh, Mala Varnica, Pobrežje, Popovci, Repišče, Sela, Skorišnjak, Soviče, Spodnji Leskovec, Strmec pri Leskovcu, Šturmovci, Trdobojci, Trnovec, Tržec, Vareja, Velika Varnica, Veliki Okič, Videm pri Ptuju, Zgornja Pristava et Zgornji Leskovec.

## Démographie
Entre 1999 et 2021, la population de la commune de Videm est restée stable avec une population légèrement supérieure à 5 000 habitants,.
Évolution démographique
| 1999  | 2000  | 2001  | 2002  | 2003  | 2004  | 2005  | 2006  | 2007  |
| ----- | ----- | ----- | ----- | ----- | ----- | ----- | ----- | ----- |
| 5 578 | 5 593 | 5 600 | 5 600 | 5 604 | 5 628 | 5 558 | 5 582 | 5 559 |
| 2008  | 2009  | 2010  | 2011  | 2012  | 2013  | 2014  | 2015  | 2016  |
| 5 603 | 5 565 | 5 603 | 5 618 | 5 636 | 5 603 | 5 562 | 5 478 | 5 481 |
| 2017  | 2018  | 2019  | 2020  | 2021  |       |       |       |       |
| 5 523 | 5 538 | 5 568 | 5 625 | 5 684 |       |       |       |       |